# 巴登的阿瑪莉埃

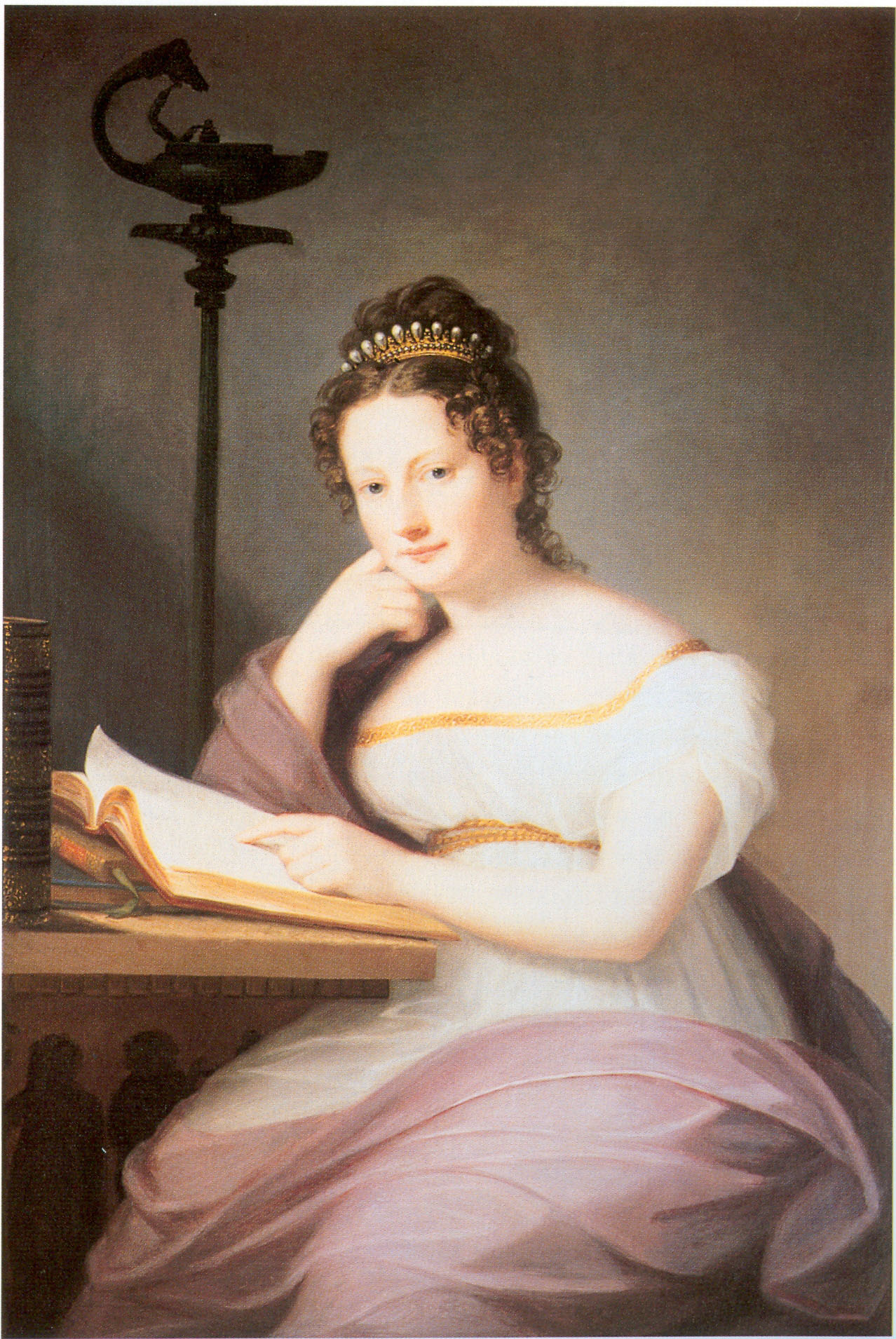

巴登的阿瑪莉埃（德語：Amalie von Baden，1795年1月26日—1869年9月14日），菲斯滕貝格親王妃，巴登大公卡爾·腓特烈的女兒。

## 家庭
1818年，阿瑪莉埃與菲斯滕貝格親王卡爾·埃貢二世結婚，兩人共有3子4女：
1. 瑪麗·伊莉莎白（1819年—1897年）
2. 卡爾·埃貢（1820年—1892年）
3. 阿瑪莉埃（英语：Princess Amelie of Fürstenberg）（1821年—1899年）
4. 馬克西米利安·埃貢（1822年—1873年）
5. 瑪麗·亨麗埃特（1823年—1834年），早逝
6. 埃米爾·埃貢（1825年—1899年）
7. 保琳·威廉明妮（1829年—1900年）